# Sarcophaga schineri
Sarcophaga schineri är en tvåvingeart som beskrevs av Mario Bezzi 1891. Sarcophaga schineri ingår i släktet Sarcophaga och familjen köttflugor.
Artens utbredningsområde är Italien. Inga underarter finns listade i Catalogue of Life.